# Perigonia thayeri
Perigonia thayeri är en fjärilsart som beskrevs av Clark 1928. Perigonia thayeri ingår i släktet Perigonia och familjen svärmare. Inga underarter finns listade i Catalogue of Life.